# Mattias Wilson
Mattias Wilson (6 ottobre 2006) è uno sciatore alpino statunitense.

## Biografia
Specialista delle prove veloci attivo dal dicembre del 2022, in Nor-Am Cup Mattias Wilson ha esordito il 6 dicembre 2023 a Copper Mountain in discesa libera (15º) e ha conquistato il primo podio il 5 febbraio 2025 a Kimberley nella medesima specialità (3º); non ha debuttato in Coppa del Mondo e non ha preso parte a rassegne olimpiche o iridate.

## Palmarès

### Nor-Am Cup
- Miglior piazzamento in classifica generale: 39º nel 2025
- 2 podi:
  - 2 terzi posti